# Typhlodromus moroccoensis
Typhlodromus moroccoensis är en spindeldjursart som beskrevs av Denmark 1992. Typhlodromus moroccoensis ingår i släktet Typhlodromus och familjen Phytoseiidae. Inga underarter finns listade i Catalogue of Life.